# Schwangerschaftsrückbildung
Als Schwangerschaftsrückbildung bezeichnet man die Rückbildung von Geburtskanal, Gebärmutter und Bauchdecke nach Schwangerschaft und Geburt sowie die Umstellung des weiblichen Hormonhaushalts.

## Genitale Rückbildung
Kurz nach der Entbindung wiegt der Uterus 1 – 1,2 kg bei 16 – 18 cm Länge. Innerhalb von 6 Wochen verringert sich sein Gewicht bis auf unter 100 g, seine Länge auf 6 bis 8 cm. Die Involution des Uterus beinhaltet drei Phasen: 
- Kontraktion
- Abbau von Muskelsubstanz
- Regeneration des Endometriums.

Schon 10 Tage nach der Geburt ist die Gebärmutterhöhle innen mit einem niedrig proliferierenden Endometrium überzogen. Der Stand des Fundus verlagert sich bei normaler Rückbildung von einer Fingerbreite unterhalb der Nabelhöhe abwärts bis zur Symphysenoberkante. Die Cervix uteri entwickelt wieder ihren Tonus und ihre Form, wobei eventuell vorhandene leichte seitliche Einrisse schnell abheilen.  

## Extragenitale Rückbildung
Von klinischer Bedeutung ist die Zunahme des Muskeltonus in den Bereichen mit glatter sowie mit quergestreifter Muskulatur, durch die sich der gedehnte Beckenboden wieder verfestigt. Die Funktion von Harnblase und Enddarm, deren glatte Muskulatur ebenfalls gedehnt wurde, sollte sich normalisieren.

## Einflussfaktoren
Die Rückbildung ist von Frau zu Frau individuell verschieden, abhängig vom Lebensalter, körperlichen Anlagen, wie die von Bindegewebe, Muskeln und Knochen, und von ihrer Lebensweise. Das Stillen des Neugeborenen fördert die Rückbildung, denn es wirkt sich nicht nur auf den Prolactinspiegel aus, sondern auch auf den Hormonspiegel beim Oxytozin, welches die Kontraktion des Uterus fördert.
Unterstützend zur Rückbildung wirken körperliche Eigeninitiative wie Rückbildungsgymnastik mit Beckenbodentraining und sonstige sportliche Aktivitäten. In der Regel werden Kurse zur Schwangerschaftsnachsorge von sämtlichen Krankenkassen voll finanziert, wenn nicht sogar von ihnen selbst angeboten.